# Habitatge als carrers Clivillers i Alfons V (Olot)
L'habitatge als carrers Clivillers i Alfons V és una obra d'Olot (Garrotxa) inclosa a l'Inventari del Patrimoni Arquitectònic de Catalunya.

## Descripció
És un habitatge de planta rectangular i teulat a dues aigües, sostingut per mènsules decorades amb fullatges estilitzats. Disposa de baixos -avui totalment desfigurats per acollir-hi locals comercials-, entresol i tres pisos superiors. Els murs varen ser estucats, imitant grans blocs de pedra. Les dues façanes disposen d'amplis balcons, sostinguts per mènsules decorades amb fullatges estilitzats, amb dues portes d'accés i baranes de fosa. L'ordenació de la façana és totalment racional.

## Història
Durant el segle xvi la ciutat d'Olot viu uns moments de gran prosperitat econòmica; molts immigrants de remença arriben a la vila i el creixement urbà es fa necessari. S'edifiquen el carrer Major, part del carrer de Sant Rafael, el carrer dels Sastres, la Plaça Major i la majoria dels seus carrers adjacents. Durant els segles XVIII, XIX i XX, es van fer reformes als carrers esmentats, penetrant l'estil neoclàssic, l'eclecticisme i per damunt de tot el Modernisme i el Noucentisme.